# Hippolyte Tampucci
Hippolyte Nicolas Tampucci (1802-1889) est un poète français d'origine italienne. Son père, Dominique Tampucci, d'une famille d'immigrés napolitains, était garçon de classe et préparateur des cours de chimie au collège Charlemagne à Paris, collège où il est né.

## Biographie
Hippolyte Tampucci est né le 26 novembre 1802 à Paris (Seine). Il exerce d'abord, pour vivre, le métier de cordonnier, tout en achevant ses études en autodidacte au collège Charlemagne. Le soir, il enseigne à de petits groupes d'ouvriers républicains ce qu'il a appris dans la journée. À 17 ans, il entre à la Préfecture de la Marne où il deviendra chef de bureau, jusqu'en 1850, date à laquelle il sera limogé pour des raisons politiques, essentiellement en raison de son engagement, celui du socialisme républicain. Il frôle l'exécution le 2 décembre 1848.
À partir de 1833, il est rédacteur dans un journal révolutionnaire, Le Grapilleur. Ses écrits, comme ses poèmes, lui valent dès lors les foudres du pouvoir.
Il se marie à Reims en 1838 avec Jeanne Rondet : son unique fils, Stanislas Michel Tampucci, né à Châlons-sur-Marne en 1841, s'installera dans le Dauphiné, à Vienne ; il donnera le jour à une fille qui mettra au monde un autre futur écrivain : Lucien Rebatet. On trouve Tampucci installé à Rennes ainsi que son fils dans les années 1870.
Au cours de sa vie, Tampucci a noué des amitiés durables avec d'autres poètes de son époque, comme Gérard de Nerval, et avec le chansonnier Pierre-Jean de Béranger ; il eut aussi des relations avec Victor Hugo, Victor-Émile Michelet, Alphonse de Lamartine et Théophile Gautier. 
Tampucci meurt dans le 5e arrondissement de Paris le 5 janvier 1889.